# Woltersdorf (Brandebourg)
Pour les articles homonymes, voir Woltersdorf.
Woltersdorf est une commune de l’arrondissement d'Oder-Spree, au Brandebourg, en Allemagne.

## Transports
La commune possède une ligne de tramway, c'est d'ailleurs une des plus petites villes à en posséder une. Elle relie la gare de Berlin-Rahnsdorf à la ville.

## Personnalités liées à la commune
- Wolfgang Schirmer (1920-2005), physicien allemand, décédé dans la commune.
- Regine Hildebrandt (1941-2001), ministre est-allemande, décédée dans la commune.
- Jörg Vogelsänger (1964-), ministre allemand, né dans la commune.